# Nerón César

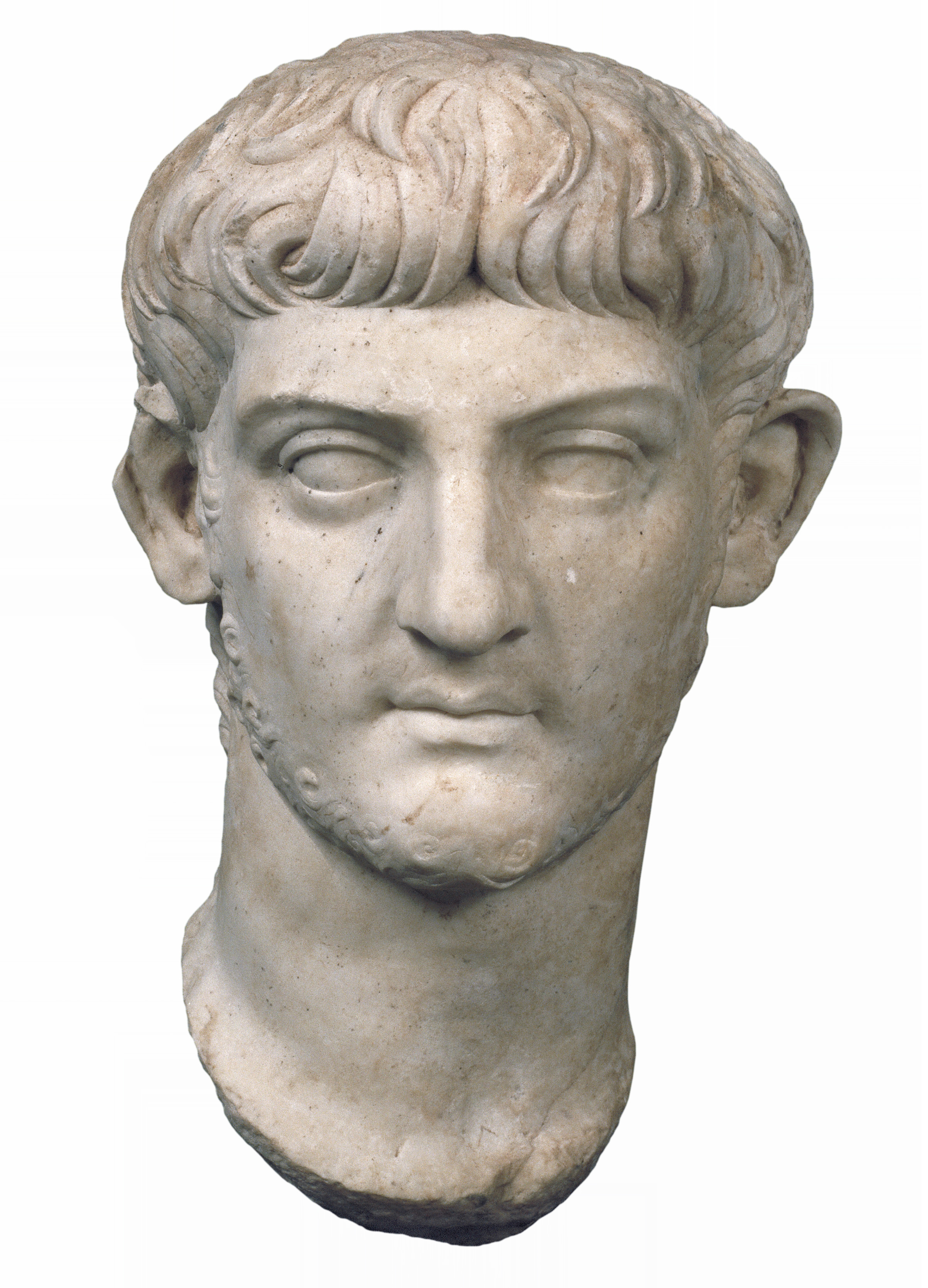
Busto de Nerón César, encontrado en el foro de Tarragona. Museo Arqueológico Nacional de Tarragona.

Nerón César  (m. 30) fue un miembro de la dinastía Julio-Claudia, hijo de Germánico y Agripina la Mayor. Considerado heredero de Tiberio, fue condenado por traición y desterrado.

## Familia
Hijo de Julio César Germánico y Agripina la Mayor, nieto paterno de Druso el Mayor y Antonia la Menor (Antonia Minor), bisnieto paterno de Marco Antonio y Octavia —hermana del emperador Augusto—, nieto materno de Marco Vipsanio Agripa y Julia, hija de César Augusto, bisnieto materno del emperador César Augusto y de su segunda esposa Escribonia Nerón César fue hermano de Tiberio y Cayo Julio, Druso César y el emperador Calígula. Sus hermanas fueron Julia Livila, Drusila y Agripina la Menor. A su vez fue tío de Julia Drusila —hija de su hermano Calígula— y del emperador Nerón.

## Carrera pública
Nerón César nació el año 5 o el 6, probablemente el 7 de junio, y tomó la toga viril el año 20.
Su padre Germánico fue posible heredero y sucesor de la línea imperial como hijo adoptivo de Tiberio, pero murió antes que el emperador, siendo reemplazado en la sucesión por Druso el Joven; sin embargo este murió bajo las manos de Sejano el 14 de septiembre del año 23.
Neron César fue el mayor de los nietos de Tiberio y obvio sucesor del Imperio romano, pero fue acusado de traición, junto con su madre, por lo que ambos fueron desterrados a la isla de Ponza, donde fue inducido a morir por hambre en el año 30.